# Oxycaryum cubense
Oxycaryum cubense là loài thực vật có hoa trong họ Cói. Loài này được (Poepp. & Kunth) Palla mô tả khoa học đầu tiên năm 1908.